# Dusénfjord
De Dusénfjord is een fjord in het Nationaal park Noordoost-Groenland in het oosten van Groenland. De fjord maakt deel uit van het gebied van het fjordencomplex van de Koning Oscarfjord. Hij is een zijtak van de Keizer Frans Jozeffjord, voordat deze laatste uitmondt in de Foster Bugt. De Dusénfjord snijdt in het eiland Ymer Ø, waardoor het schiereiland Gunnar Anderssonland in het westen slechts voor ongeveer tien kilometer aan Ymer Ø vast zit.
Det fjord heeft een lengte van ruim 60 kilometer.
De eerstvolgende grote inham in de kust in het zuiden is de Sofia Sund.